# Liste der denkmalgeschützten Objekte in Hennersdorf (Niederösterreich)
Die Liste der denkmalgeschützten Objekte in Hennersdorf enthält die denkmalgeschützten, unbeweglichen Objekte der Gemeinde Hennersdorf in Niederösterreich.

## Denkmäler
| Foto |                 | Denkmal                                                                                | Standort                                  | Beschreibung | Metadaten |
| ---- | --------------- | -------------------------------------------------------------------------------------- | ----------------------------------------- | --- | --- |
| ja   | Datei hochladen | Kath. Pfarrkirche hl. Andreas und ehemaliger Friedhof HERIS-ID: 49885 Objekt-ID: 54193 | Bachgasse 4, bei Standort KG: Hennersdorf | Romanischer Saalbau aus dem ersten Viertel des 12. Jahrhunderts mit gotischem Turm und barockem Chor, mehrfach umgebaut und nach Westen umorientiert.                             | BDA-Hist.: Q28001126 Status: § 2a Stand der BDA-Liste: 2025-06-30 Name: Kath. Pfarrkirche hl. Andreas und ehemaliger Friedhof GstNr.: 12 Pfarrkirche Hennersdorf (Niederösterreich) |
| ja   | Datei hochladen | Pfarrhof mit Ummauerung HERIS-ID: 65078 Objekt-ID: 77893                               | Bachgasse 2 Standort KG: Hennersdorf      | Der Pfarrhof wurde im Jahr 1863 als Nachfolgebau des alten Pfarrhofes, der am 13. August 1861 abgebrannt ist, errichtet. In den Jahren 1991 bis 1993 wurde er komplett renoviert. | BDA-Hist.: Q38109076 Status: § 2a Stand der BDA-Liste: 2025-06-30 Name: Pfarrhof mit Ummauerung GstNr.: 16 Pfarrhof Hennersdorf                                                     |